# Rat für wissenschaftliche Unredlichkeit
Der Rat für wissenschaftliche Unredlichkeit (dänisch: Nævnet for Videnskabelig Uredelighed, englisch: The Danish Committee on Research Misconduct, DCRM) ist eine seit dem 1. Juli 2017 eingesetzte dänische Institution zur Untersuchung von Betrug und Fälschung in der Wissenschaft sowie von zweifelhafter Forschungspraxis. Sie untersteht dem dänischen Forschungsministerium. Handlungsgrundlage ist das 2017 vom Folketing erlassene Gesetz über wissenschaftlichen Missbrauch usw. (Lov om videnskabelig uredelighed m.v., LOV nr 383), welches in § 3, Abs. 3 als unredlich definiert: „die Fälschung, Verfälschung und das Plagiieren, das entweder vorsätzlich oder grob fahrlässig bei der Planung, Durchführung oder Berichterstattung forschender Tätigkeiten“ erfolgt.
Der Rat ging aus den zuvor eingesetzten Dänischen Komitees für unredliches Verhalten in der Wissenschaft, den Udvalgene vedrørende Videnskabelig Uredelighed (UVVD) bzw. The Danish Committee on Scientific Dishonesty (DCSD) unmittelbar hervor. Jener war bereits für die Fälle Bjørn Lomborg, Anders Pape Møller, Helmuth Nyborg, Bente Klarlund Pedersen und Milena Penkowa zuständig. Der jetzige Rat besteht nicht mehr aus drei verschiedenen Komitees, sondern aus einem Vorsitzenden/Präsidenten und 8–10 Mitgliedern aus allen Bereichen der Wissenschaft. Als gewählter Ratspräsident ist bis 2021 eingesetzt der Richter und Jura-Professor Jens Hartig Danielsen.
Als Klageweg werden Eingaben bei der betreffenden Institution gemacht und der Rat dann angerufen. Die betreffenden Parteien werden direkt über die Entscheidung des Rats informiert, zugleich werden seine Ergebnisse anonym online veröffentlicht. Im jährlichen Rhythmus werden Berichte des Rats veröffentlicht.